# Фанк (Небраска)
Фанк (англ. Funk) — селище (англ. village) в США, в окрузі Фелпс штату Небраска. Населення — 175 осіб (2020).

## Географія
Фанк розташований за координатами 40°27′47″ пн. ш. 99°15′3″ зх. д. / 40.46306° пн. ш. 99.25083° зх. д. (40.463051, -99.250838).  За даними Бюро перепису населення США в 2010 році селище мало площу 0,68 км², уся площа — суходіл.

## Демографія
Згідно з переписом 2010 року, у селищі мешкали 194 особи в 79 домогосподарствах у складі 54 родин. Густота населення становила 285 осіб/км².  Було 85 помешкань (125/км²).
Расовий склад населення:
| - 95,9 % — білих - 0,5 % — корінних американців |

До двох чи більше рас належало 3,1 %. Частка іспаномовних становила 1,5 % від усіх жителів.
За віковим діапазоном населення розподілялося таким чином: 26,3 % — особи молодші 18 років, 55,1 % — особи у віці 18—64 років, 18,6 % — особи у віці 65 років та старші. Медіана віку мешканця становила 45,6 року. На 100 осіб жіночої статі у селищі припадало 102,1 чоловіків;  на 100 жінок у віці від 18 років та старших — 98,6 чоловіків також старших 18 років.
Середній дохід на одне домашнє господарство  становив 69 154 долари США (медіана — 58 750), а середній дохід на одну сім'ю — 69 129 доларів (медіана — 57 000). За межею бідності перебувало 5,7 % осіб, у тому числі 9,8 % дітей у віці до 18 років та 12,5 % осіб у віці 65 років та старших.
Цивільне працевлаштоване населення становило 112 особи. Основні галузі зайнятості: роздрібна торгівля — 17,9 %, сільське господарство, лісництво, риболовля — 17,0 %, освіта, охорона здоров'я та соціальна допомога — 16,1 %.